# 禄豊市
禄豊市（ろくほう-し）は中華人民共和国雲南省楚雄イ族自治州に位置する県級市。

## 行政区画
下部に11鎮、3郷を管轄する。
- 鎮
  - 金山鎮、仁興鎮、碧城鎮、勤豊鎮、一平浪鎮、広通鎮、黒井鎮、土官鎮、彩雲鎮、和平鎮、恐竜山鎮
- 郷
  - 中村郷、高峰郷、妥安郷

## 交通

### 鉄道

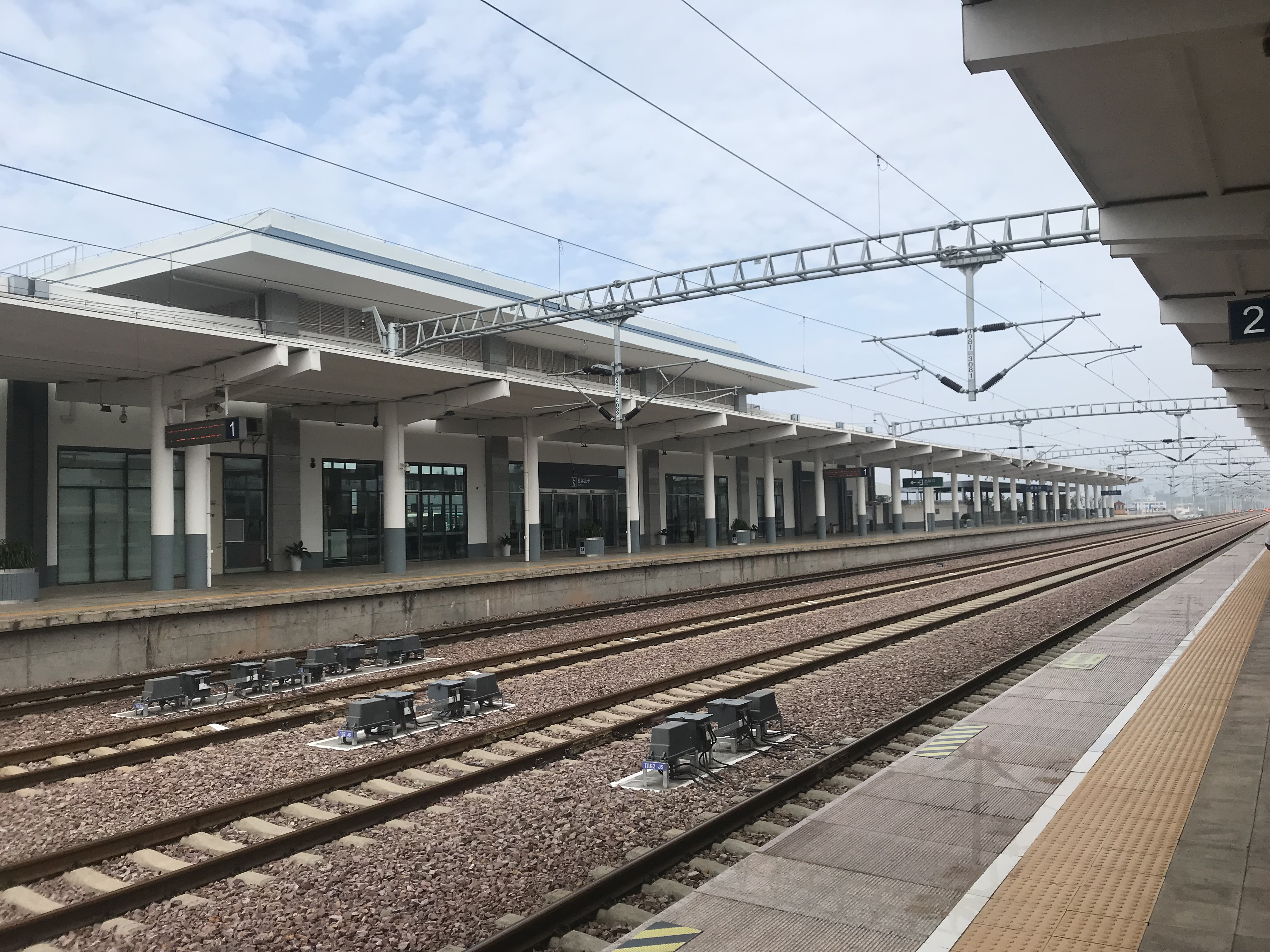
広通北駅

- 中国国家鉄路集団
  - 元昆線

（成都方面）- 阿南荘駅 - 竜骨甸駅 - 黒井駅 - 甸心駅 - 竜塘壩駅 - 甸尾駅 - 広通駅 - 大旧荘駅 - 塔石嘴駅 - 一平浪駅 - 漁壩村駅 - 密馬竜駅 - 禄豊駅 - 棠海駅 - 小路渓駅 - 大徳駅 - 高楼房駅 - 勤豊営駅 - 沢潤里駅 -（昆明方面）
  - 峨広線（中国語版）

（成都方面）- 甸尾駅 - 広通北駅
  - 昆楚大線

（大理方面）- 広通北駅 - 禄豊南駅 -（昆明方面）

### 道路
- 高速道路
  - 杭瑞高速道路
  - S18 武易高速道路
  - S36 楚広高速道路
- 国道
  - G320国道